# Список эпизодов телесериала «Волчонок»
Список серий молодёжного мистико-драматического сериала «Волчонок», снятого в США по мотивам одноимённого фильма 1985 года по заказу канала MTV.
Скотт МакКолл, шестнадцатилетний подросток, однажды ночью оказывается в лесу, где на него нападает и кусает большой таинственный зверь, напоминающий волка. Вскоре Скотт начинает замечать в себе некоторые изменения, такие как усиленный слух и сила, способность к быстрой регенерации и ускоренные рефлексы. С помощью своего лучшего друга, Стайлза Стилински, и загадочного оборотня, Дерека Хейла, он должен научиться контролировать себя, чтобы суметь защитить свою семью, друзей и девушку, Эллисон Арджент, от Альфы, оборотня, который обратил его.

## Обзор сезонов
| Сезон | Сезон | Эпизоды | Эпизоды       | Оригинальная дата показа | Оригинальная дата показа | Зрители США (миллионы) | Зрители США (миллионы) |
| Сезон | Сезон | Эпизоды | Эпизоды       | Премьера сезона          | Финал сезона             | Зрители США (миллионы) | Зрители США (миллионы) |
| ----- | ----- | ------- | ------------- | ------------------------ | ------------------------ | ---------------------- | ---------------------- |
|       | 1     | 12      | 12            | 5 июня 2011              | 15 августа 2011          | 1,73                   |                        |
|       | 2     | 12      | 12            | 3 июня 2012              | 13 августа 2012          | 1,69                   |                        |
|       | 3     | 24      | 12            | 3 июня 2013              | 19 августа 2013          | 1,97                   |                        |
| 12    | 3     | 24      | 6 января 2014 | 24 марта 2014            |                          | 1,97                   |                        |
|       | 4     | 12      | 12            | 23 июня 2014             | 8 сентября 2014          | 1,61                   |                        |
|       | 5     | 20      | 10            | 29 июня 2015             | 24 августа 2015          | 1,05                   |                        |
| 10    | 5     | 20      | 5 января 2016 | 8 марта 2016             |                          | 1,05                   |                        |
|       | 6     | 20      | 10            | 15 ноября 2016           | 31 января 2017           | 0,47                   |                        |
| 10    | 6     | 20      | 30 июля 2017  | 24 сентября 2017         |                          | 0,47                   |                        |

## Список серий

### Сезон 1 (2011)
| № общий | № в сезоне | Название                                                | Режиссёр       | Автор сценария                          | Дата премьеры   | Зрители в США (млн) |
| --- | ---------- | ------------------------------------------------------- | -------------- | --------------------------------------- | --------------- | ------------------- |
| 1 | 1          | «Wolf Moon» «Луна волка»                                | Рассел Малкэхи | Джефф Дэвис, Джеп Лоэб и Мэттью Уэйзман | 5 июня 2011     | 2,17                |
| Скотт МакКолл и его лучший друг Стайлз идут в лес, чтобы найти отсутствующую половину трупа, однако отец Стайлза, шериф, ловит сына и забирает его. Скотт идет домой, но на него нападает волк и кусает его. На следующий день, во время игры в лакросс, Скотт открывает в себе новые возможности – усиленный слух и сила, ускоренные рефлексы и регенерация. В класс переводится новенькая – Эллисон Арджент, Скотт влюбляется в неё и приглашает пойти с ним на вечеринку. Стайлз догадывается, что Скотт стал оборотнем и предупреждает его о полнолунии, но Скотт не слушает его, и на вечеринке ему становится плохо. Позже Стайлз говорит ему, что Эллисон увез Дерек Хейл, оборотень, которого они считают виноватым во всем. Скотт трансформируется и убегает искать их. В лесу его почти ловят охотники, но Дерек спасает его. На следующий день Скотт узнает одного из охотников в отце Эллисон. |            |                                                         |                |                                         |                 |                     |
| 2 | 2          | «Second Chance at First Line» «Шанс начать все сначала» | Рассел Малкэхи | Джефф Дэвис                             | 6 июня 2011     | 1,47                |
| Во время тренировки Скотт сильно злится и начинает превращаться в волка. Стайлз отводит его в раздевалку, где Скотт нападает на него, но Стайлз приводит его в чувство. Дерек убеждает Скотта не играть в субботу, иначе он превратится в оборотня у всех на виду. Однако Скотт не может пропустить игру из-за того, что все на него надеются. Ночью Скотт и Стайлз приходят к дому Дерека и находят там половину трупа. Они обвиняют Дерека в убийстве и его забирает полиция. После игры Скотт обращается и сбегает. В раздевалке он почти нападет на Эллисон, но вовремя берет себя в руки. Дерека отпускают. Джексон начинает подозревать, что со Скоттом что-то не так. |            |                                                         |                |                                         |                 |                     |
| 3 | 3          | «Pack Mentality» «Растерянный разум»                    | Рассел Малкэхи | Джефф Влэминг                           | 13 июня 2011    | 1,82                |
| Ночью у Скотта был сон, как он нападает на Эллисон в школьном автобусе. В школе Скотт рассказывает об этом Стайлзу, радуясь, что это был лишь сон. Выходя из школы, они видят разрушенный, испачканный в крови автобус. Скотт в ужасе начинает думать, что это был не сон, но вскоре находит Эллисон, живую и здоровую. На уроке Скотт и Стайлз в окно увидели реальную жертву – пострадавшего, но живого водителя автобуса. Скотт, думая, что это он напал на водителя, обращается к Дереку за помощью. Дерек советует ему вернуться в автобус, чтобы все вспомнить. Ночью Скотт и Стайлз проникают на школьную парковку. Скотт начинает вспоминать события той ночи, но ребят спугивает появившийся охранник. В больнице умирает пострадавший водитель. Скотт приходит к Дереку и обвиняет его во всем, но Дерек говорит, что это сделал Альфа, обративший Скотта. |            |                                                         |                |                                         |                 |                     |
| 4 | 4          | «Magic Bullet» «Волшебная пуля»                         | Тоби Уилкинс   | Дэниэл Синклер                          | 20 июня 2011    | 1,80                |
| В город приезжает женщина, которая оказывается тетей Эллисон – Кейт. По дороге на неё нападает оборотень. Дерек пытается выследить его, потому что он и есть Альфа, но Кейт ранит его аконитовой пулей. Скотт подслушивает разговор Криса и Кейт, которая говорит, что у Дерека есть 48 часов до смерти. На следующий день Дерек ищет Скотта в школе. Джексон злит его, и Дерек, не контролируя себя из-за раны, сильно царапает его. Стайлз привозит Дерека в ветеринарную клинику, где работает Скотт, а Скотт в это время ищет другую пулю в доме Эллисон, чтобы спасти Дерека. В клинике Дерек просит Стайлза отрезать ему руку, чтобы не дать яду распространиться, но Скотт успевает вовремя приехать. Они делают противоядие и спасают Дерека. Дерек рассказывает Скотту о своем дяде Питере и пожаре в доме Хейлов. |            |                                                         |                |                                         |                 |                     |
| 5 | 5          | «The Tell» «Разговор»                                   | Тоби Уилкинс   | Моника Мейсер                           | 27 июня 2011    | 1,68                |
| Джексон и Лидия заезжают в магазин дисков, и Джексон видит, как Альфа убивает работника магазина. Альфа убегает, но Лидия успевает снять его на телефон. Дерек убеждает Скотта помочь ему убить Альфу. Скотт и Эллисон прогуливают школу и отмечают её день рождения. Стайлз беспокоится за Лидию, потому что она отсутствует. Он приезжает к ней и видит её в плачевном состоянии. Он находит видео с Альфой в её телефоне. Шериф приезжает к ветеринару Алану Дитону, чтобы спросить про фотографии, на которых видно сначала большое животное, а затем силуэт человека, но врач говорит, что никогда не видел такого. Охотники приходят к Дереку и расспрашивают его про Альфу. Дерек говорит, что ничего не знает и Кейт собирается убить его, но он сбегает. Вечером, после школьного собрания, на людей нападает горный лев, но Крис убивает его. |            |                                                         |                |                                         |                 |                     |
| 6 | 6          | «Heart Monitor» «Сердце как на ладони»                  | Тоби Уилкинс   | Дэниэл Синклер                          | 4 июля 2011     | 1,21                |
| Дерек нападает на Скотта, говоря, что он всегда должен быть начеку, и советует держаться подальше от Эллисон. Позже к Скотту приходит Альфа и рисует спираль на окне его машины, такую же, под которой Дерек похоронил свою сестру Лору. Дома Скотт спрашивает Дерека о спирали, но Дерек говорит, что ничего не знает. Стайлз начинает своими, весьма странными методами тренировать Скотта контролировать себя. У Скотта появляется идея, как найти Альфу. Ночью он, Стайлз и Дерек приезжают в школу, где Скотт с помощью школьной системы оповещения зовет Альфу. Тот приходит и сильно ранит Дерека, а ребята прячутся в школе. |            |                                                         |                |                                         |                 |                     |
| 7 | 7          | «Night School» «Ночь в школе»                           | Тим Эндрю      | Джефф Влэминг                           | 11 июля 2011    | 1,66                |
| Скотт и Стайлз пытаются придумать, как им выбраться. Альфа не выпускает их из школы и убивает уборщика. Эллисон получает странное сообщение от Скотта, в котором он просит её встретиться с ним. Она отправляется вместе с Джексоном и Лидией, но все они оказываются в школе в ловушке. Скотт говорит, что никогда не посылал Эллисон это сообщение. Джексон, Лидия и Эллисон хотят знать, что происходит и кто на них нападает, но не зная, как все объяснить, Скотт говорит, что во всем виноват Дерек. Лидия звонит в полицию, но кто-то уже их предупредил, что возможен ложный вызов. Скотт решает выйти и найти тело уборщика, чтобы достать ключи от входа. Эллисон просит его не ходить туда и не бросать их, но Скотт не слушает её. В классе химии Лидия делает ему коктейль Молотова и Скотт уходит. Альфа нападает на него, но сделанная неправильно смесь не срабатывает и Альфа заставляет Скотта обратиться. Скотт собирается напасть на остальных, но в последний момент берет себя в руки и не делает этого. Приехавшая полиция спугивает Альфу и освобождает всех. Эллисон бросает Скотта.                    |            |                                                         |                |                                         |                 |                     |
| 8 | 8          | «Lunatic» «Лунатик»                                     | Тим Эндрю      | Моника Мейсер                           | 18 июля 2011    | 1,76                |
| Стайлз отводит Скотта в лес, чтобы напиться, пытаясь утешить его после его разрыва с Эллисон. К ним подходят двое мужчин и пытаются отнять бутылку, но Скотт пугает их, частично преображаясь в волка. Когда парни уходят, на мужчин нападает Альфа и убивает их. На уроке у Скотта случается приступ паники. Джексон пытается сблизиться с Эллисон, чтобы досадить Скотту, а Скотта делают сокапитаном в команде по лакроссу. Он пытается поговорить с Лидией об Эллисон, но разговор уходит в сторону и они целуются. Кейт учит Эллисон обращаться с оружием. На время полнолуния Стайлз, желая защитить Скотта от самого себя и отомстить ему за поцелуй с Лидией, приковывает его наручниками к батарее, но Скотт сбегает. Он находит Эллисон, просто разговаривающую с Джексоном, однако Скотту кажется, что они целуются. Он нападает на них, но Дерек приводит его в себя. Джексон понимает, что Скотт оборотень. |            |                                                         |                |                                         |                 |                     |
| 9 | 9          | «Wolf's Bane» «Проклятие волка»                         | Тим Эндрю      | Джонатан Ройслер                        | 25 июля 2011    | 1,93                |
| Альфа нападает на мистера Харриса – школьного учителя химии. Полиция преследует Дерека, так как он является главным подозреваемым в убийствах. Приехавшие на его машине Стайлз и Скотт спасают его. Джексон расстается с Лидией. Дерек прячется в комнате Стайлза, пока находится в розыске. Он рассказывает про ожерелье, о котором узнала его сестра. Скотт вспоминает, что такое ожерелье Кейт подарила Эллисон на день рождения. Шериф узнает у Харриса, что тот встретил 6 лет назад девушку, и объяснил ей, как поджечь дом, чтобы всё выглядело как несчастный случай. У этой девушки было ожерелье – семейная реликвия. Скотт пробирается в комнату Эллисон и крадет его. Он просматривает книгу на столе и понимает, что Эллисон интересуется оборотнями. Одноклассник Стайлза, Дэнни, по его просьбе выясняет, что в ночь в школе сообщение Эллисон отправили с больничного компьютера. Дерек и Стайлз приезжают в больницу, чтобы осмотреть компьютер, и выясняют, что Альфа – это Питер Хейл, дядя Дерека. |            |                                                         |                |                                         |                 |                     |
| 10 | 10         | «Co-Captain» «Второй капитан»                           | Рассел Малкэхи | Джефф Влэминг                           | 1 августа 2011  | 1,49                |
| Питер принимает в свою стаю Дерека и хочет, чтобы Скотт тоже присоединился, однако Скотт отказывается. Альфа делится воспоминаниями о пожаре в доме. Эллисон, подслушав разговор Криса и Кейт, понимает, что семья что-то скрывает от неё. Она пытается найти свой фамильный кулон и идет в лес с Лидией. Там её встречает Скотт и отдает ей её ожерелье, говоря, что нашёл его. Стайлз, используя материалы расследования своего отца, понимает, что Альфа убивал тех, кто был связан с пожаром в доме Хейлов. Эллисон приходит к Скотту домой, желая поговорить, но тут к Мелиссе, маме Скотта, приходит ухажер, который оказывается Питером Хейлом. Питер собирается укусить Мелиссу, но Стайлз и Скотт мешают ему, врезавшись в его машину. Эллисон не дожидается Скотта и уходит после СМС Кейт. Дерек и Джексон приходят в дом Хейлов, и Дерек хочет напасть на него, но Скотт спасает Джексона. На дом нападают охотники, они ранят Скотта и берут в плен Дерека. Скотт сбегает, но теряет сознание в лесу. Его спасает доктор Дитон, который оказывается не просто ветеринаром. Кейт рассказывает Эллисон про оборотней. |            |                                                         |                |                                         |                 |                     |
| 11 | 11         | «Formality» «Формальность»                              | Рассел Малкэхи | Моника Мейсер                           | 1 августа 2011  | 1,74                |
| После ранения Скотт прячется в клинике Дитона. Питер Хейл приходит туда и требует выдать ему Скотта, но Дитон отказывает ему. Из-за плохой успеваемости Скотту запрещают присутствовать на танцах. Чтобы не оставлять Эллисон без защиты, Скотт заставляет Джексона пригласить её. Эллисон убеждает Лидию пойти со Стайлзом. Кейт пытает Дерека и понимает, что Скотт – Бета. Скотт тайно пробирается на танцы. Напившийся Джексон не хочет танцевать с Эллисон, и она соглашается потанцевать со Скоттом. Во время танца Скотт признается ей в любви. Они выходят на улицу, где их окружают охотники и заставляют Скотта обратиться на глазах Эллисон. Лидия идет искать Джексона и приходит на спортивное поле, но там её ловит и кусает Альфа. Он шантажирует прибежавшего Стайлза и заставляет помочь ему. |            |                                                         |                |                                         |                 |                     |
| 12 | 12         | «Code Breaker» «Взломщик кода»                          | Рассел Малкэхи | Джефф Дэвис                             | 15 августа 2011 | 2,08                |
| Крис хочет отправить дочь в Вашингтон, пока жив Альфа. Эллисон пытается примириться с тем, что Скотт оборотень. Альфа заставляет Стайлза помочь ему найти Дерека и Скотта. Он говорит, что если Лидия не умрет, то станет оборотнем. Питер предлагает Стайлзу укус, но в последний момент Стайлз отказывается. Питер на это говорит, что сердцебиение Стайлза участилось и он врет самому себе. Лидия находится в больнице без сознания. Скотт находит Дерека и уговаривает его помочь ему убить Альфу. Когда Дерек отказывается помогать, Скотт рассказывает, что Питер специально убил его сестру Лору, чтобы стать Альфой. В больнице Джексон и Стайлз сталкиваются с охотниками. Стайлз рассказывает Крису, что это Кейт организовала пожар в доме Хейлов. Дерек и Скотт приходят к дому Хейлов в поисках Альфы, но там на них нападают Кейт и Эллисон. Кейт собирается убить Скотта, но её останавливает подъехавший Крис. К дому приходит Питер и убивает Кейт. Питер и Скотт завязывают драку. Приехавший Стайлз поджигает Альфу коктейлем Молотова, и Дерек убивает его.                                                 |            |                                                         |                |                                         |                 |                     |

### Сезон 2 (2012)
| № общий | № в сезоне | Название                         | Режиссёр                   | Автор сценария            | Дата премьеры   | Зрители в США (млн) |
| --- | ---------- | -------------------------------- | -------------------------- | ------------------------- | --------------- | ------------------- |
| 13 | 1          | «Omega» «Омега»                  | Рассел Малкэхи             | Джефф Дэвис               | 3 июня 2012     | 2,11                |
| Дерек кусает Джексона. Отец Эллисон запрещает ей видеться со Скоттом, но они продолжают тайно встречаться. Лидия пропадает из больницы. Кто-то проникает ночью на кладбище. На уроке у Джексона начинает идти кровь из носа, и Дерек говорит, что это тело борется с укусом. На похороны Кейт приезжает дедушка Эллисон – Джерард. Кто-то нападает на машину скорой помощи, Скотт гонится за ним, но охотники ловят его раньше. Выясняется, что это оборотень-омега. Джерард показательно убивает его и объявляет войну оборотням. К месту аварии приходит Лидия, которая ничего не помнит после побега из больницы. Дерек начинает создавать свою стаю и кусает Айзека – одноклассника Скотта. |            |                                  |                            |                           |                 |                     |
| 14 | 2          | «Shape Shifted» «Изменяющийся»   | Рассел Малкэхи             | Эндрю Кохран              | 4 июня 2012     | 1,75                |
| Из-за плохих оценок отец Айзека начинает кидать в него посудой. Один кувшин разбивается о стену над Айзеком и осколок ранит ему лицо, однако порез тут же заживает на глазах отца. Айзек пугается этого и сбегает из дома. Отец отправляется искать его, но на него нападет оборотень и убивает его. Ночью охотники пытают и убеждают уйти директора школы и вместо него директором становится Джерард. Во время тренировки Скотт понимает, что Айзек – оборотень. По подозрению в убийстве Айзека сажают в участок в полнолуние. Подкупленный охотниками полицейский должен убить Айзека, но Стайлз и Дерек мешают ему. Эллисон запирает Скотта на ночь, но на них нападает странное существо, похожее на ящерицу. Джексон хочет заснять ночью своё превращение, но ничего не происходит.                                                                                    |            |                                  |                            |                           |                 |                     |
| 15 | 3          | «Ice Pick» «Пешня для льда»      | Тим Эндрю                  | Люк Пассмор               | 11 июня 2012    | 1,76                |
| Крис начинает тренировать Эллисон убивать оборотней. Джексон понимает, что Лидия не стала оборотнем, потому что у неё иммунитет. Во время урока физкультуры у Эрики – одноклассницы Скотта – случается приступ эпилепсии. Её отвозят в больницу и там Дерек кусает её. Скотт, Эллисон, Стайлз и Лидия идут на каток. У Лидии случается приступ и она видит растущий из льда цветок аконита и Питера Хейла под ним. Мать Эллисон догадывается, что её дочь тайно встречается со Скоттом. Дерек кусает одноклассника Скотта – Бойда. У Скотта происходит стычка с Дереком и его новой стаей. |            |                                  |                            |                           |                 |                     |
| 16 | 4          | «Abomination» «Выродок»          | Тим Эндрю                  | Кристиан Тейлор           | 18 июня 2012    | 1,69                |
| Дитон рассказывает охотникам, что новое существо убивает жертву, перед этим обездвижив её. В автомастерской Стайлз видит, как существо убивает механика. Сам он не может ничего сделать, потому что обездвижен. Эллисон рассказывает про бестиарий её деда, где должна быть информация о новом существе. Во время игры Стайлз идет искать его в кабинете Джерарда, но ничего не находит. В школьном бассейне существо нападает на Стайлза и Дерека. Оно пугается своего отражения и Дерек понимает, что это Канима. Джерард понимает, что Скотт — Бэта и, угрожая смертью матери, заставляет помочь ему. |            |                                  |                            |                           |                 |                     |
| 17 | 5          | «Venomous» «Ядовитый»            | Тим Эндрю                  | Ник Антоска и Ник Виззини | 25 июня 2012    | 1,65                |
| Дерек со своей стаей начинает охоту на Каниму. Сначала он подозревает Джексона, но проверив его парализующим ядом, приходит к выводу, что ошибся. С Айзека снимают обвинения в убийстве его отца. Дерек уверен, что Канима — это Лидия, так как она не прошла проверку. Скотт, Эллисон, Стайлз и Джексон пытаются спасти Лидию. Джексон обращается в Каниму. |            |                                  |                            |                           |                 |                     |
| 18 | 6          | «Frenemy» «Друг-враг»            | Рассел Малкэхи             | Джефф Дэвис               | 2 июля 2012     | 1,65                |
| Канима собирается убить Дэнни, но Скотт, Стайлз и Дерек мешают ему. Стайлз и Скотт запирают Джексона в полицейском фургоне, чтобы Дерек не убил его, и рассказывают, кем он является. Пока охраняющие Джексона Скотт и Эллисон отвлеклись, он сбегает. Лидия помогает Элиссон перевести текст с латыни и они выясняют, что Канима ищет хозяина. |            |                                  |                            |                           |                 |                     |
| 19 | 7          | «Restraint» «Сдержанность»       | Рассел Малкэхи             | Ник Антоска и Ник Виззини | 9 июля 2012     | 1,72                |
| Суд запрещает Скотту и Стайлзу приближаться к Джексону. Скотт, Стайлз и Эллисон ищут причину, по которой Джексон не превратился в оборотня, а стал Канимой. Они сходятся на том, что ответ, возможно, кроется в гибели родителей Джексона. У Джексона случается приступ агрессии и он нападает на Эллисон, после чего дерется со Скоттом, прибежавшим на помощь. Мэтт удаляет из планшета Эллисон копию бестиария. Скотт предлагает Дереку объединиться для того, чтобы справиться с Джексоном. Лидии приоткрывается тайна об укусе Питера. |            |                                  |                            |                           |                 |                     |
| 20 | 8          | «Raving» «Бредящий»              | Рассел Малкэхи             | Джефф Дэвис               | 16 июля 2012    | 1,33                |
| Шериф и Стайлз выясняют, что жертвами становятся выпускники одного класса. Одной из них является девушка, продающая билеты на закрытую вечеринку, на которую хочет попасть Джексон. Скотт, Стайлз и стая Дерека разрабатывают план по поимке Канимы, они догадываются, что Канима боится того же, что и её хозяин. Мать Эллисон видит, как её дочь целуется со Скоттом. Шерифа Стилински увольняют из-за того, что Стайлз похитил Джексона. Охотники планируют убийство Джексона. Стайлз, Айзек и Эрика усыпляют Джексона, но он обращается в Каниму, сбегает от них и убивает следующую жертву. Мать Эллисон решает убить Скотта, отравив аконитом, но Дерек спасает его и кусает Викторию. |            |                                  |                            |                           |                 |                     |
| 21 | 9          | «Party Guessed» «Вечеринка»      | Тим Эндрю                  | Джефф Дэвис               | 23 июля 2012    | 1,65                |
| Лидии снятся кошмары про Питера. У Лидии День рождения и она устраивает вечеринку по этому поводу, но кроме Стайлза, Эллисон и Скотта больше никто не приходит. Они приглашают своих знакомых, что бы спасти ситуацию. Все пьют напиток, который пробуждает внутренние страхи героев. Дерек запирает свою стаю на время полнолуния, чтобы уберечь их и других людей, но они вырываются и нападают на него. Виктория, следуя устоям семьи и Кодексу, совершает самоубийство, что бы не быть оборотнем. Скотт понимает, что Мэтт - хозяин Канимы. Лидия, находясь под влиянием Питера, проводит ритуал и воскрешает его. |            |                                  |                            |                           |                 |                     |
| 22 | 10         | «Fury» «Фурия»                   | Тим Эндрю                  | Джефф Дэвис               | 30 июля 2012    | 1,60                |
| Скотт, Стайлз и его отец понимают, что за всеми убийствами стоит Мэтт. Мэтт приходит в участок и убивает там всех полицейских. Он приковывает Шерифа наручниками и заставляет Стайлза и Скотта уничтожить все улики, угрожая им оружием. Так же он запирает в камере приехавшую в участок Мелиссу. Мэтт рассказывает Скотту, почему убивает людей. Охотники приходят в участок, чтобы убить Каниму. Мелисса узнает про оборотней. Джерард убеждает внучку отомстить за смерть матери, убив Дерека. Дерек узнаёт, что Скотт предатель, потому что действовал по указаниям деда Эллисон. Джерард убивает Мэтта и становится новым хозяином Канимы. |            |                                  |                            |                           |                 |                     |
| 23 | 11         | «Battlefield» «Поле битвы»       | Тим Эндрю                  | Джефф Дэвис               | 6 августа 2012  | 1,72                |
| Джону Стилински возвращают значок шерифа. Джерард шантажирует Скотта, угрожая смертью близких для него людей. Бойд и Эрика уходят от Дерека в другую стаю. Скотта оставляют в запасных во время игры, а Стайлза выпускают на поле. Питер приходит к Дереку и рассказывает ему, как справиться с Джексоном. Бойд и Эрика попадают в ловушку, устроенную охотниками. После игры Стайлз пропадает, а Джексон убивает сам себя. |            |                                  |                            |                           |                 |                     |
| 24 | 12         | «Master Plan» «Генеральный план» | Тим Эндрю и Рассел Малкэхи | Джефф Дэвис               | 13 августа 2012 | 1,71                |
| Джерард похищает Стайлза, Эрику и Бойда. Он избивает Стайлза и отпускает его. Джексон, находясь в морге, начинает перерождаться из Бета-канимы в Альфа-каниму — ещё более опасное существо. Крис присоединяется к Скотту, понимая, что дед плохо влияет на Эллисон. Скотт и Айзек выкрадывают Джексона из морга. Джерард рассказывает, что умирает от рака, поэтому он хочет стать оборотнем, и Скотт заставляет Дерека укусить его. Джерарду становится плохо, тогда выясняется, что Скотт подменил его таблетки от рака на рябиновый порошок. Джексон собирается убить всех, но приехавшая со Стайлзом Лидия помогает ему прийти в себя. Питер и Дерек убивают его, но Джексон оживает и становится обычным оборотнем. Джерард скрывается. На сбежавших от охотников Эрику и Бойда нападает неизвестная стая оборотней. На двери дома Хейлов оставляет свой знак стая Альф. |            |                                  |                            |                           |                 |                     |

### Сезон 3 (2013-14)
| № общий | № в сезоне | Название                                                            | Режиссёр        | Автор сценария                | Дата премьеры   | Зрители в США (млн) |
| --- | ---------- | ------------------------------------------------------------------- | --------------- | ----------------------------- | --------------- | ------------------- |
| 25 | 1          | «Tattoo» «Татуировка»                                               | Рассел Малкэхи  | Джефф Дэвис                   | 3 июня 2013     | 2,36                |
| На Айзека нападает стая Альф, но какая-то девушка помогает ему спастись. Скотт делает себе татуировку, но она исчезает, позже Дерек помогает ему сделать её постоянной. Джексон уезжает в Лондон. Эллисон и Крис перестают быть охотниками на оборотней. Дерек ищет Бойда и Эрику, которых похитила стая Альф. Что-то жуткое заставляет животных сходить с ума, и доктор Дитон приходит к заключению, что животные убивают себя преднамеренно. Дерек рассказывает Скотту о стае Альф и их лидере – Девкалионе, который является слепым, но самым сильным из всех. В это время стая Альф убивает девушку, которая спасла Айзека. |            |                                                                     |                 |                               |                 |                     |
| 26 | 2          | «Chaos Rising» «Возрастающий хаос»                                  | Рассел Малкэхи  | Джефф Дэвис                   | 10 июня 2013    | 2,11                |
| Стайлз и Скотт проходят на вечеринку в честь Дня Рождения подруги детства Стайлза, однако во время вечеринки кто-то похищает её. Питер просматривает воспоминания Айзека, чтобы найти Бойда и Эрику, но это не дает результатов. Лидия и Эллисон пытаются понять, что значит странной формы синяк, который им оставила девушка, искавшая Скотта. Дитон вводит Айзека в транс и выясняет, что Эрику и Бойда держат в старом банке, а синяк Лидии и Эллисон – это его логотип. Дерек, Стайлз, Скотт и Питер готовят план по их спасению, а в это время Эллисон одна приходит в этот банк. Там на неё нападает Морелл и говорит уходить отсюда. Эллисон прячется в кладовке и находит там мертвую Эрику. Скотт и Дерек проникают в здание банка и находят Бойда с девушкой, которая оказывается Корой – младшей сестрой Дерека. Им не давали обращаться несколько месяцев, поэтому они нападают на Скотта и Дерека, а Морелл заключает их в круг из рябинового пепла, чтобы они не смогли выбраться. |            |                                                                     |                 |                               |                 |                     |
| 27 | 3          | «Fireflies» «Светлячки»                                             | Тим Эндрю       | Лукас Сассмэн                 | 17 июня 2013    | 1,67                |
| Сбежавшие Кора и Бойд, находясь под влиянием полнолуния, нападают на людей, а Дерек и Скотт пытаются их поймать. Лидия приезжает в магазин и находит там убитого человека. Скотт уговаривает Криса помочь поймать Бойда и Кору, в то время как Эллисон действует самостоятельно. Находят убитую подругу Стайлза и Мелисса рассказывает ему, что у всех найденных людей одинаковые повреждения. Стайлз догадывается, что это сделали не оборотни, и что убивают только девственников. Он приходит к выводу, что это жертвоприношения. Крис и стая заманивают Бойда и Кору в подвал школы и запирают там, но в это же время там оказывается новая учительница – Дженнифер, которая осталась поработать, и оборотни нападают на неё. Дерек мешает им и они почти убивают его, но рассвет приводит их в себя. |            |                                                                     |                 |                               |                 |                     |
| 28 | 4          | «Unleashed» «Спущенный с цепи»                                      | Тим Эндрю       | Алисса Кларк и Джезек Гриффин | 24 июня 2013    | 1,91                |
| Около ветеринарной клиники пропадает парень. Айзек узнает в своих новых одноклассниках тех Альф, что напали на него. Они, Айзек и Скотт начинают драку на уроке физкультуры, но находят труп пропавшего парня, который был клиентом Скотта. В лофт Дерека приходит стая Альф и Девкалион говорит ему убить своих Бет. Во время наказания близнецы запирают Айзека и Эллисон в кладовке. Из-за приступа клаустрофобии Айзек обращается и нападает на Эллисон, но прибежавший Скотт приводит его в себя. Стайлз пытается доказать свою теорию о том, что убийства никак не связаны с оборотнями. Стайлз, Лидия и Дитон понимают, что всех убитых какой-то признак объединяет в группы по 3 человека. Пропавшие учителя музыки и химии были кадетами, как и убитый парень. Дитон понимает, что убийца – это Дарак, темный друид. Этим же вечером убивают Харриса. Дерек выгоняет из стаи Айзека и Бойда, чтобы не убивать их. Айзек остается жить у Скотта.                                          |            |                                                                     |                 |                               |                 |                     |
| 29 | 5          | «Frayed» «Поджаренный»                                              | Роберт Холл     | Анджела Л. Харви              | 1 июля 2013     | 1,63                |
| Во время поездки на соревнования по бегу, Скотт и его друзья вспоминают события ответного удара Альфам, из-за которого некоторые получили ранения, а также, возможно, один или два человека погибли. |            |                                                                     |                 |                               |                 |                     |
| 30 | 6          | «Motel California» «Мотель Калифорния»                              | Кристиан Тейлор | Кристиан Тейлор               | 8 июля 2013     | 1,86                |
| Застряв в отеле из-за отложенной даты национальной встречи, Скотт и другие переживают странные события, которые заставляют их поверить, что члены их собственной команды могут быть новыми мишенями загадочного убийцы. |            |                                                                     |                 |                               |                 |                     |
| 31 | 7          | «Currents» «Течения»                                                | Рассел Малкэхи  | Джефф Дэвис                   | 15 июля 2013    | 1,82                |
| Опасность подбирается все ближе к Скотту и к его наставнику и боссу Дитону, альфы Кали и близнецы пришли за Дереком. Глаза Скотта становятся красными, Дитон раскрывает ему правду. |            |                                                                     |                 |                               |                 |                     |
| 32 | 8          | «Visionary» «Провидец»                                              | Рассел Малкэхи  | Джефф Дэвис                   | 22 июля 2013    | 1,78                |
| Ища ответы, Скотт, Эллисон и Стайлз выслушивают историю от двух рассказчиков, которые им не нравятся, и узнают правду о цвете глаз у оборотней. |            |                                                                     |                 |                               |                 |                     |
| 33 | 9          | «The Girl Who Knew Too Much» «Девушка, которая слишком много знала» | Тим Эндрю       | Джефф Дэвис                   | 29 июля 2013    | 1,77                |
| В то время, как Эллисон начинает подозревать, что кто-то близкий ей может быть вовлечен в таинственные убийства, Скотт и Стайлз понимают, что растущие таланты Лидии могут помочь им раскрыть загадку этих убийств. |            |                                                                     |                 |                               |                 |                     |
| 34 | 10         | «The Overlooked» «Упущенный из виду»                                | Рассел Малкэхи  | Джефф Дэвис                   | 5 августа 2013  | 1,97                |
| Запертые внутри больницы Beacon Hills во время сильнейшей бури Скотт и Дерек должны защищаться от Альф, а также спасти жизнь Коре. |            |                                                                     |                 |                               |                 |                     |
| 35 | 11         | «Alpha Pact» «Соглашение Альф»                                      | Тим Эндрю       | Джефф Дэвис                   | 12 августа 2013 | 1,91                |
| При угрозе, которая оказалась намного более личной, и время невинных людей истекает, Скотт вынужден сделать сложный выбор, чтобы спасти своих друзей и близких, в то время как Дерек и Питер пытаются спасти жизнь Коре. |            |                                                                     |                 |                               |                 |                     |
| 36 | 12         | «Lunar Ellipse» «Лунный эллипс»                                     | Рассел Малкэхи  | Джефф Дэвис                   | 19 августа 2013 | 2,08                |
| По совету Дитона, Скотт и его друзья используют древний и чрезвычайно опасный ритуал, чтобы спасти дорогих им людей, а также предотвратить достижение Девкалионом его зловещей цели. |            |                                                                     |                 |                               |                 |                     |
| 37 | 13         | «Anchors» «Якоря спасения»                                          | Рассел Малкэхи  | Джефф Дэвис                   | 6 января 2014   | 2,43                |
| Скотт, Стайлз и Элисон испытывают на себе последствия ритуала. Тем временем, отец Стайлза может потерять работу. Чтобы избежать этого, Скотт и Стайлз пытаются помочь шерифу, раскрыв дело 8-летней давности в котором подозревается неизвестный оборотень-койот. В ходе этого дела их ждет неожиданный сюрприз. Между тем, Питер и Дерек находятся в плену, где их истязают пытками. |            |                                                                     |                 |                               |                 |                     |
| 38 | 14         | «More Bad Than Good» «Плохого больше, чем хорошего»                 | Тим Эндрю       | Джефф Дэвис                   | 13 января 2014  | 1,91                |
| Скотт, Стайлз и остальные пытаются поймать неизвестного оборотня-койота до того, как его выследят охотники. Скотт обращается за помощью к близнецам-оборотням, которые теперь Омеги. Дерек и Питер все ещё в плену, неизвестные пытаются пытками узнать некую информацию. Помощь в побеге им окажет неожиданный и малоприятный союзник. Между тем, что страшное надвигается на город. Неметон снова проявляет свою силу. |            |                                                                     |                 |                               |                 |                     |
| 39 | 15         | «Galvanize» «Оживлять»                                              | Роберт Холл     | Эоган О'Доннелл               | 20 января 2014  | 2,00                |
| Осужденный серийный убийца сбегает из под стражи во время хирургической операции. Скотт и его друзья вынуждены его остановить и пытаются помочь его следующей жертве. |            |                                                                     |                 |                               |                 |                     |
| 40 | 16         | «Illuminated» «Освещенный»                                          | Рассел Малкэхи  | Алисса Кларк                  | 27 января 2014  | 1,87                |
| В Бикон-Хиллс объявили комендантский час в связи с отключением электроэнергии. Все местные подростки веселятся на «Неоновой вечеринке» в честь Хэллоуина. Между тем, Скотт пытается завоевать доверие Киры. А тем временем, в разгар веселья на вечеринке происходит нападение неизвестных существ. |            |                                                                     |                 |                               |                 |                     |
| 41 | 17         | «Silver finger» «Серебряный палец»                                  | Дженнифер Линч  | Мойра Мак-Магон Липер         | 3 февраля 2014  | 2,26                |
| Друзья Скотта решили до последнего защищать его от все более злобного неизвестного и таинственного врага, в то время как Крис Арджент, его дочь Эллисон и Айзек ищут ответы у старого врага из клана Якудзы. Стайлз заручается помощью Мелиссы, матери Скотта, для того, чтобы выяснить, что же с ним происходит. Мама Скотта вкалывает Стайлзу успокоительное,а сама идёт смотреть какие болезни были у матери Стайлза. |            |                                                                     |                 |                               |                 |                     |
| 42 | 18         | «Riddled» «Говорящий загадками»                                     | Тим Эндрю       | Кристиан Тейлор               | 10 февраля 2014 | 2,09                |
| Стайлз исчезает и никто не знает где он. Скотт и стая отправляются на его поиски. Тем временем, Лидия пытается освоить свои новые способности банши. |            |                                                                     |                 |                               |                 |                     |
| 43 | 19         | «Letharia Vulpina» «Летария волчья»                                 | Рассел Малкэхи  | Джефф Дэвис                   | 17 февраля 2014 | 2,12                |
| Дитон ищет способ остановить кицунэ. Стайлз пытается вспомнить, что он сделал пока был под контролем Темного Лиса. Скотт с друзьями помогают ему в этом. Между тем Лидия просит помощи у Питера, чтобы разобраться со своими способностями Банши. В процессе их общения выясняются факты из жизни Питера, которые являются шоком даже для него самого. |            |                                                                     |                 |                               |                 |                     |
| 44 | 20         | «Echo House» «Дом Эха»                                              | Тим Эндрю       | Джефф Дэвис                   | 24 февраля 2014 | 1,94                |
| Стайлз ложится в психиатрическую лечебницу "Дом Эха", чтобы защитить всех от кицунэ спящего в нём. В "Доме Эха" Стайлз встречает старую знакомую, которая помогает ему сохранить рассудок. Открываются новые факты о Духе Темного Лиса внутри Стайлза и о семье Арджентов. В психиатрической клинике Стайлз встречает оборотня-койота Малию. Тем временем Скотт, близнецы, Лидия и Эллисон ищут способ изгнать Темного Лиса из Стайлза. |            |                                                                     |                 |                               |                 |                     |
| 45 | 21         | «The Fox and the Wolf» «Лиса и волк»                                | Тим Эндрю       | Йен Стокс                     | 3 марта 2014    | 2,06                |
| Важная подсказка скрывается в истории о лагере для интернированных времен Второй мировой войны. Приоткрывается завеса прошлого кицунэ. Тем временем, Кира имеет гораздо большее значение, чем предполагалось в начале. Ей удается открыть в себе новые необычайные способности. |            |                                                                     |                 |                               |                 |                     |
| 46 | 22         | «De-Void» «Пустота»                                                 | Кристиан Тейлор | Джефф Дэвис                   | 10 марта 2014   | 1,80                |
| Скотт и Лидия решают объединить свои силы, чтобы одержать верх в битве. Между тем, будущее Стилински, отца Стайлза, зависит от наблюдательного совета. |            |                                                                     |                 |                               |                 |                     |
| 47 | 23         | «Insatiable» «Ненасытный»                                           | Тим Эндрю       | Джефф Дэвис                   | 17 марта 2014   | 2,00                |
| Пытаясь найти Лидию, похищенную Ногицунэ, Итан и Эйден подстрелены содержащими волчий аконит пулями. Из «Дома Эха» сбегает Мередит, она считает, что может помочь. Когда Стайлз и Айзек спрашивают её о Лидии, та говорит, что Лидия не хочет, чтобы её нашли. Отец Скотта рассказывает ему о том, из-за чего он уехал от них с матерью. С помощью Мередит, команда Скотта находит Лидию, но там же они встречают мать Киры. Ногицунэ овладевает Они Ношики и те нападают на Киру, Эллисон и Айзека.В самый последний момент Эллисон Арджент убивает одного из Они стрелой с серебреным наконечником, однако погибает от клинка другого. |            |                                                                     |                 |                               |                 |                     |
| 48 | 24         | «The Divine Move» «Божественный ход»                                | Рассел Малкэхи  | Джефф Дэвис                   | 24 марта 2014   | 2,25                |
| Скотт ищет способ вновь заточить Ногицунэ, как это когда-то сделала Ношико. Тем временем Ногицунэ направляется в больницу в поисках матери Скотта и направляет Они в полицейский участок за отцом Стайлза. Пока Скотт, Кира, Лидия, Стайлз и Дитон выясняют, как можно заточить Ногицунэ, Айзек и отец Эллисон находят способ уничтожить Они. В последней схватке с Они погибает Эйден. Итан, потеряв брата, решает уехать из города. |            |                                                                     |                 |                               |                 |                     |

### Сезон 4 (2014)
| № общий | № в сезоне | Название                                 | Режиссёр        | Автор сценария          | Дата премьеры   | Зрители в США (млн) |
| --- | ---------- | ---------------------------------------- | --------------- | ----------------------- | --------------- | ------------------- |
| 49 | 1          | «Dark of the Moon» «Чёрная луна»         | Рассел Малкэхи  | Джефф Дэвис             | 23 июня 2014    | 2,18                |
| Один из друзей Скотта, Дерек, пропадает, чтобы спасти его Скотт и стая должны отправиться в Мексику на «спасательную операцию».Однако ребята не все продумали, и попали в руки к охотникам. Так же стаю ждет серьезное потрясение в лице выжившей Кейт Арджент. |            |                                          |                 |                         |                 |                     |
| 50 | 2          | «117» «117»                              | Кристиан Тейлор | Эоган О'Доннелл         | 30 июня 2014    | 1,55                |
| Скотт и его Стая ищет способ вернуть Дерека и понять, что с ним произошло. Кейт пытается заполучить трискелион и на стаю нападают её берсерки. |            |                                          |                 |                         |                 |                     |
| 51 | 3          | «Muted» «Приглушённый»                   | Тим Эндрю       | Алисса Кларк            | 7 июля 2014     | 1,55                |
| В то время как Стилински расследует убийство, место Скотта в команде по лакроссу под вопросом из-за перспективного первокурсника. |            |                                          |                 |                         |                 |                     |
| 52 | 4          | «The Benefactor» «Благодетель»           | Рассел Малкэхи  | Джефф Дэвис и Йен Стокс | 14 июля 2014    | 1,72                |
| В полнолуние неожиданный гость наведывается к Лидии в загородный домик Мартинов у озера. Между тем, Дерек охотится за убийцей. |            |                                          |                 |                         |                 |                     |
| 53 | 5          | «I.E.D» «Самодельная бомба»              | Дженнифер Линч  | Анджела Л. Харви        | 21 июля 2014    | 1,61                |
| Скотт, Стайлз и Кира участвуют в своем первом большом матче в турнире по лакроссу. Тем временем, Лидия собирается получить помощь в контроле своих сил Банши. |            |                                          |                 |                         |                 |                     |
| 54 | 6          | «Orphaned» «Осиротевший»                 | Рассел Малкэхи  | Джефф Дэвис             | 28 июля 2014    | 1,56                |
| Когда Вайолет арестовывают, Гарретт вынуждает Скотта помочь ему; они вовлекают также Лиама в свой план. Дерек и Малия устанавливают слежку за старым другом. Тем временем Стайлз, Лидия и Джордан обращаются к Мередит в попытке найти третий ключ. |            |                                          |                 |                         |                 |                     |
| 55 | 7          | «Weaponized» «Вооружённый»               | Тим Эндрю       | Алисса Кларк            | 4 августа 2014  | 1,75                |
| Когда в школу случается мистическая эпидемия, в город приезжают сотрудники Центра по контролю заболеваний. Настоящей целью людей из ЦКЗ оказываются оборотни; Скотт, Малия и Кира оказываются заперты в хранилище Хейлов. |            |                                          |                 |                         |                 |                     |
| 56 | 8          | «Time Of Death» «Время смерти»           | Янн Тернер      | Анджела Л. Харви        | 11 августа 2014 | 1,68                |
| Скотт придумывает план что бы выманить Благодеятеля. Малия разговаривает с Питером и узнает, что он ищет её мать. Кейт приходит за телом Скотта и подтверждает слова Питера, что он не мертв. Лидия подозревает, что её бабушка жива. Дерек не может исцелиться. |            |                                          |                 |                         |                 |                     |
| 57 | 9          | «Perishable» «Бренный»                   | Дженнифер Линч  | Эрик Уоллес             | 18 августа 2014 | 1,48                |
| Мы узнаем почему Джордан Пэрриш - помощник шерифа записан в листе смертников сверхъестественных существ. На Лиама, Скотта и Малию снова ведется охота, причем цена за голову Лиама повышена. Стайлз и Лидия узнают ключ к списку смертников, и он их приводит в дом Айкина. Не зависимо от ребят Джордан замечает что во всех протоколах, написано самоубийство, и стоит подпись Брунского, и потому он тоже отправляется в психушку. В этой серии мы узнаем что Мередит не мертва и является Благодетелем. |            |                                          |                 |                         |                 |                     |
| 58 | 10         | «Monstrous» «Чудовищный»                 | Джей Ди Тэйлор  | Джефф Дэвис и Йен Стокс | 25 августа 2014 | 1,44                |
| Скотт и Кира делают всё, чтобы защитить остатки стаи Сатоми, а Лидия, тем временем, беседует с Мередит. Малия и Стайлз пытаются сообща раскрыть тайну списка Бенефактора. |            |                                          |                 |                         |                 |                     |
| 59 | 11         | «A Promise To The Dead» «Клятва мёртвым» | Тим Эндрю       | Джефф Дэвис и Йен Стокс | 1 сентября 2014 | 1,29                |
| Скотт приглашает Киру на первое свидание в доме Дерека, где их находит Кейт с берсерками. |            |                                          |                 |                         |                 |                     |
| 60 | 12         | «Smoke and Mirrors» «Дым и зеркала»      | Рассел Малкэхи  | Джеф Дэвис              | 8 сентября 2014 | 1,54                |
| Стайлз хочет немедля отправляться на помощь Скотту и, несмотря на попытку отца его задержать, уже вскоре он вместе с друзьями и Питером отправляется на помощь МакКоллу и Кире. Лиам присоединяется к команде, но впереди полнолуние, и ему предстоит научиться контролировать себя. План Питера начинает сбываться, ведь Лидия остается в Бэкон-Хиллз под надежной охраной и не может помешать, а сам Скотт изменился до неузнаваемости. Дерек оказывается на грани между жизнью и смертью, но для него это означает совсем не то, чего ожидала Кейт или боялась Брейден. Крису приходится сделать трудный выбор, и в итоге заключенная сделка с Калаверос дает о себе знать. Лидия показывает Перришу то, что поможет ему понять, что он такое - Бестиарий. |            |                                          |                 |                         |                 |                     |

### Сезон 5 (2015-16)
| № общий | № в сезоне | Название                                           | Режиссёр         | Автор сценария                   | Дата премьеры   | Зрители в США (млн) |
| --- | ---------- | -------------------------------------------------- | ---------------- | -------------------------------- | --------------- | ------------------- |
| 61 | 1          | «Creatures of the Night» «Создания ночи»           | Рассел Малкэхи   | Джефф Дэвис                      | 29 июня 2015    | 1,53                |
| Скотт и Стая сталкиваются с необычным новым врагом. Тем временем, в Бикон Хиллс возвращается старый друг Скотта и Стайлза — Тео. |            |                                                    |                  |                                  |                 |                     |
| 62 | 2          | «Parasomnia» «Парасомния»                          | Тим Эндрю        | Джефф Дэвис                      | 30 июня 2015    | 1,18                |
| Стайлз, с помощью, Лиама пытается доказать своим друзьям, что Тео — опасен. Тем временем, Лидия, заручившись поддержкой Пэрриша, помогает школьнице Трейси с ночными кошмарами. |            |                                                    |                  |                                  |                 |                     |
| 63 | 3          | «Dreamcatchers» «Ловцы снов»                       | Рассел Малкэхи   | Талия Гонзалез и Бисанна Мэсоунд | 6 июля 2015     | 1,38                |
| Малия узнаёт вести о Пустынной Волчице. Тем временем, Лидия и Кира пытаются понять, что происходит с Трейси. Также, Скотт, Стайлз и Малия под воздействием парализующего яда в ветклинике Дитона. |            |                                                    |                  |                                  |                 |                     |
| 64 | 4          | «Condition Terminal» «Терминальное состояние»      | Бронуэн Хьюз     | Джефф Дэвис                      | 13 июля 2015    | 1,01                |
| Лиам помогает Мейсону в ночном клубе и сталкивается с Хейден. Также, Кира и Скотт пытаются противостоять новому оборотню. Тем временем, оказывается, что Тео работает с Докторами — новыми врагами Стаи. А Пэрриш рассказывает Лидии о его снах. |            |                                                    |                  |                                  |                 |                     |
| 65 | 5          | «A Novel Approach» «Новый подход»                  | Тим Эндрю        | Анджела Л. Харви                 | 20 июля 2015    | 1,26                |
| Книга об Ужасных докторах приводит друзей к его автору Валлаку. Лидия, Стайлз, Скотт и Кира отправляются в психиатрическую больницу, чтобы навестить его. Валлак соглашается дать ответы в обмен на крик банши, но неожиданно в больнице появляются Ужасные доктора. Кира снова теряет контроль, чем подвергает опасности Скотта и себя. Тео и Малия пытаются разобраться в книге, а также ведут доверительную беседу о Пустынной Волчице. Пэрриш относит мертвое тело подростка к Неметону, а на Стайлза нападает Донован, что приводит к ужасным последствиям. |            |                                                    |                  |                                  |                 |                     |
| 66 | 6          | «Required Reading» «Обязательно к прочтению»       | Элис Тротон      | Джефф Дэвис и Йен Стокс          | 27 июля 2015    | 1,14                |
| После прочтения книги у Скотта, Стайлза и Лидии появляются странные галлюцинации. Скотт видит случай своего детства. Стайлз видит картинку из прошло, связанную с его мамой. А Лидия узнаёт подробности смерти её бабушки. Тем временем, Лиам помогает Скотту с его приступом астмы. Также, Мейсон рассказывает Бретту о том, что произошло между Лиамом и Хейден в прошлой школе. И наконец, Стая узнаёт о цели Докторов. |            |                                                    |                  |                                  |                 |                     |
| 67 | 7          | «Strange Frequencies» «Странные частоты»           | Рассел Малкэхи   | Анджела Л. Харви                 | 3 августа 2015  | 1,09                |
| Лиам рассказывает Хейден об оборотнях и Ужасных докторах, но добивается только того, что она сбегает. На пустынной дороге её встречают Ужасные доктора, но Лиам успевает вовремя, чтобы спасти её. После, обратившись у себя дома, Хейден осознает, что она одна из Химер и соглашается на помощь Стайлза, Скотта и остальных. Друзья прячут её в школе, предварительно расставив ловушку для Докторов, а Тео и Стайлз с помощью камеры пытаются заснять того, кто придет за телом последней убитой Химеры. Тем временем Кира пытается разобраться в себе и найти баланс между двумя своими сущностными — кицунэ и человеком. |            |                                                    |                  |                                  |                 |                     |
| 68 | 8          | «Ouroboros» «Уроборос»                             | Дэвид Дэниэл     | Уилл Уоллес                      | 10 августа 2015 | 1,10                |
| Скотт и Малия пытаются найти Лиама и Хейден, пока не стало поздно, а между тем Ужасные доктора продолжают свои опыты над ними. Мелисса МакКолл находит в спальне Скотта тело убитой девушки и обращается за помощью к шерифу Стилински, прося его скрыть убийство, т.к. меч в теле указывает на Киру. Но шериф поступает по букве закона, Киру арестовывают, а её отец берет вину на себя. Отчаявшись, Скотт прибегает к крайним мерам и считывает воспоминания Кори волчьим способом, вонзая ему в шею когти. Узнав, где проводят опыты Ужасные доктора, стая отправляется туда за Лиамом и Хейден. Между тем шериф Стилински узнает, что во время смерти Донована в библиотеке были Тео и Стайлз, а Дитон находит на заброшенной АЭС Пустынную волчицу. |            |                                                    |                  |                                  |                 |                     |
| 69 | 9          | «Lies of Omission» «Ложь упущения»                 | Тим Эндрю        | Эрик Уоллес                      | 17 августа 2015 | 1,10                |
| Лиам волнуется за Хейден, так как она провальная Химера и скоро за ней придут Доктора. Тем временем, одна из Химер - Кори, убит Докторами. Стайлз и Лидия пытаются узнать правду о Пэррише, обратившись к Неметону. Скотт, Лиам и Хейден пытаются дать отпор Докторам, но злодеи успели ввести смертельную сыворотку в организм девушке. Также, Малия пытается помочь одной из Химер, но опаздывает. И наконец, из-за вранья Тео, страдает дружба и доверия Скотта и Стайлза. |            |                                                    |                  |                                  |                 |                     |
| 70 | 10         | «Status Asthmaticus» «Астматический статус»        | Рассел Малкэхи   | Джефф Дэвис и Йен Стокс          | 24 августа 2015 | 0,96                |
| Лиам просит Скотта обратить Хейден, но тот отказывает и зовет маму. Шериф пытается защитить Химер, но в итоге сам пострадал. Тем временем, Стайлз раскрывает сущность Тео. В другом месте, Малия сталкивается с Химерой. Ей на помощь приходит Брейдан. Также, Тео рассказывает многое о себе и запирает Скотта в круге рябины вместе с Лиамом во время суперлуния. Происходит битва между Скоттом и Лиамом. Хейден умирает. Лидия узнаёт, кто Пэрриш, но Тео отключает её. В конце серии, Тео создаёт собственную стаю, воскрешая при этом химер. |            |                                                    |                  |                                  |                 |                     |
| 71 | 11         | «The Last Chimera» «Последняя химера»              | Рассел Малкэхи   | Джефф Дэвис                      | 5 января 2016   | 1,11                |
| Скотт пытается заслужить доверие Стайлза, разобравшись, что происходит с Шерифом. Тем временем, Лидия подвергается гиперемии и мисс Мартин оправляет её в Дом Эйкена. |            |                                                    |                  |                                  |                 |                     |
| 72 | 12         | «Damnatio Memoriae» «Проклятие памяти»             | Тим Эндрю        | Брайан Сив                       | 12 января 2016  | 0,93                |
| Скотт и Стайлз пытаются разобраться в новой угрозе. Тео и его стая стремительно занимают все позиции. Малия узнаёт о пленном Пустынной Волчице. Тем временем, Лидия встречается с Мередит. А Лиам налаживает отношения с Хейден. |            |                                                    |                  |                                  |                 |                     |
| 73 | 13         | «Codominance» «Кодоминирование»                    | Дженнифер Линч   | Уилл Уоллес                      | 19 января 2016  | 0,91                |
| Кира пытается пройти тест скинвокеров в Мексике. Скотт и Стайлз идут на помощь Кире. У Тео появляется новая цель. Тем временем, Лидия узнаёт много нового о своих способностях. Также, Лиам пытается извиниться перед Скоттом. |            |                                                    |                  |                                  |                 |                     |
| 74 | 14         | «The Sword and the Spirit» «Меч и дух»             | Кейт Истридж     | Анджела Л. Харви                 | 26 января 2016  | 0,92                |
| Скотту удаётся заново собрать всю свою стаю. Тем временем Малия, найдя нового союзника, собирается спасти доктора Дитона от Пустынной волчицы. |            |                                                    |                  |                                  |                 |                     |
| 75 | 15         | «Amplification» «Усиление»                         | Рассел Малкэхи   | Линдсэй Стурман                  | 2 февраля 2016  | 0,98                |
| Когда Стайлз узнает, что Лидия находится в опасности, он пытается придумать план её спасения из Дома Эха. Тем временем Тео также является за Лидией в Дом Эхо, однако на самом деле он преследует совершенно другую цель. |            |                                                    |                  |                                  |                 |                     |
| 76 | 16         | «Lie Ability» «Лжеспособности»                     | Рассел Малкэхи   | Эрик Уоллес                      | 9 февраля 2016  | 0,88                |
| Несмотря на все усилия стаи Скотта, Лидия всё ещё остаётся в Дома Эха. Скотт объединяется с Тео и стаей Химер и пытается спасти её пока еще есть время. |            |                                                    |                  |                                  |                 |                     |
| 77 | 17         | «A Credible Threat» «Реальная угроза»              | Тим Эндрю        | Джефф Дэвис                      | 16 февраля 2016 | 0,97                |
| Зверь (последняя химера) нападает на жителей Бикон-Хиллс. Герои догадываются, что в следующий раз он появится во время игры в лакросс и пытаются предотвратить катастрофу, но Кира теряет контроль над лисой, а Малии мешает Пустынная Волчица. Хейден решает присоединиться к Скотту. Лидия и Ардженты помогают Пэрришу встретиться с его альтер эго - Цербером. |            |                                                    |                  |                                  |                 |                     |
| 78 | 18         | «Maid of Gevaudan» «Жеводанская Дева»              | Джозеф П. Женьер | Джефф Дэвис                      | 23 февраля 2016 | 0,76                |
| Джерард рассказывает историю о предыдущем появлении Зверя в восемнадцатом веке и его убийстве Жеводанской Девой - юной француженкой по имени Мари-Жанн - и намекает Лидии, что она может стать новой Девой. Зверь терроризирует учеников школы. Скотт и Лиам узнают его личность. |            |                                                    |                  |                                  |                 |                     |
| 79 | 19         | «The Beast of Beacon Hills» «Зверь в Бейкон-Хиллс» | Тим Эндрю        | Эрик Уоллес                      | 1 марта 2016    | 0,91                |
| Скотт и его стая вновь вынуждены объединиться с Тео, чтобы найти Зверя, но у Тео, который к тому же связан с Девкалионом, свои планы. Пустынная Волчица ищет Малию. Кира возвращается к скинвокерам, чтобы обрести баланс, но они ставят ей одно условие. |            |                                                    |                  |                                  |                 |                     |
| 80 | 20         | «Apotheosis» «Апофеоз»                             | Рассел Малкэхи   | Джефф Дэвис                      | 8 марта 2016    | 0,80                |
| Пустынная Волчица пытается убить Малию. Цербер, Скотт и Лиам сходятся в схватке с Жеводанским Зверем. |            |                                                    |                  |                                  |                 |                     |

### Сезон 6 (2016-17)
| № общий | № в сезоне | Название                                        | Режиссёр         | Автор сценария                     | Дата премьеры    | Зрители в США (млн) |
| --- | ---------- | ----------------------------------------------- | ---------------- | ---------------------------------- | ---------------- | ------------------- |
| 81 | 1          | «Memory Lost» «Потеря памяти»                   | Тим Эндрю        | Линдсэй Стурман                    | 15 ноября 2016   | 0,57                |
| После столкновения с призрачными всадниками Стайлз обнаруживает, что никто кроме Лидии его не помнит. Следующей ночью всадники вновь приходят за ним, и на следующий день о нём не вспоминает даже Лидия. |            |                                                 |                  |                                    |                  |                     |
| 82 | 2          | «Superposition» «Наложение»                     | Джей Ди Тейлор   | Марк Х. Крюгер                     | 22 ноября 2016   | 0,41                |
| Мейсон и Кори видят всадников, когда Кори делает их обоих невидимыми. Скотт, Лидия и Малия чувствуют неладное и догадываются, что забыли кого-то кого знали раньше. Под гипнозом Лидия пишет имя «Стайлз». |            |                                                 |                  |                                    |                  |                     |
| 83 | 3          | «Sundowning» «Солнечный свет»                   | Дэвид Дэниел     | Уилл Уоллес                        | 29 ноября 2016   | 0,43                |
| Скотт, Лидия и Малия едут в дом престарелых, где находится отец шерифа, также носивший прозвище Стайлз, однако тот страдает старческой деменцией и ничем не может им помочь. Тем временем Лиам устраивает в доме Скотта вечеринку, чтобы поймать призрачного всадника, который придёт за Гвен. Им удается отстоять девушку, но всадника видят все гости вечеринки, а это значит, что теперь он придёт и за ними тоже. |            |                                                 |                  |                                    |                  |                     |
| 84 | 4          | «Relics» «Следы»                                | Тим Эндрю        | Эрик Уоллес                        | 6 декабря 2016   | 0,51                |
| Лидия пытается найти хоть какие-то свидетельства существования Стайлза, пока остальные пытаются спасти ребят с вечеринки от всадников. Однако план стаи проваливается и всадники забирают всех. |            |                                                 |                  |                                    |                  |                     |
| 85 | 5          | «Radio Silence» «Радиотишина»                   | Рассел Малкэхи   | Росс Максвел                       | 13 декабря 2016  | 0,55                |
| Лидия пытается убедить остальных, что брошенный на парковке джип связан со Стайлзом. Тем временем он приходит в себя на железнодорожной станции среди других похищенных всадниками и встречает Питера, которого забрали после побега из Эйкона три месяца назад. Вместе они пытаются найти способ сбежать. Питер прорывается сквозь барьер на входе и оказывается в лесу рядом с Бейкон Хиллс, получив глубокие ожоги по всему телу. Найдя его, Малия и Скотт вспоминают, кто он такой. Стайлзу удается связаться с друзьями по радио, после его он посылает их в Канаан. |            |                                                 |                  |                                    |                  |                     |
| 86 | 6          | «Ghosted» «Призрачный»                          | Рассел Малкэхи   | Анжела Харви                       | 3 января 2017    | 0,45                |
| Скотт говорит шерифу, что Стайлз его сын, но тот не верит. Ребята едут в Канаан, который оказывается городом-призраком. Его единственная жительница, баньши Леонор, рассказывает, что всех жителей забрали призрачные всадники, взамен вернувшие её погибшего сына. В Бейкон Хиллс Лиам и Хейдан привлекают к охоте на всадников учителя физики и возвращают Тео из ада. |            |                                                 |                  |                                    |                  |                     |
| 87 | 7          | «Heartless» «Бессердечный»                      | Кейт Истридж     | Антуанет Стелла                    | 10 января 2017   | 0,43                |
| Лиам убеждает Скотта и Малию, что Тео может принести пользу. Шериф показывает Лидии найденную им комнату Стайлза, и она рассказывает ему о своих подозрениях в нереальности Клаудии. Малия с помощь Мелиссы исцеляет Питера и отправляется искать портал на железнодорожную станцию. Стая ловит одного из призрачных всадников и обращается к Пэрришу, чтобы тот поговорил с пленником, однако всё идёт не так как запланировано. |            |                                                 |                  |                                    |                  |                     |
| 88 | 8          | «Blitzkrieg» «Блицкриг»                         | Джозеф Гренье    | Уилл Уоллес                        | 17 января 2017   | 0,44                |
| Всадники забрали почти всех жителей Бейкон Хиллс. Шериф вспоминает Стайлза, что приводит к исчезновению Клаудии. Тео рассказывает Лиаму с компанией о Дункане, но появившиеся всадники забирают Мейсона и Хейден. Дункан использует Мелиссу и Арджента, чтобы найти Пэрриша, после чего стирает их из реальности. Стая находит разлом, через который приходят всадники, но сквозь него с помощь Пэрриша проходит только Дункан. Ещё один разлом появляется в доме шерифа. |            |                                                 |                  |                                    |                  |                     |
| 89 | 9          | «Memory Found» «Находки памяти»                 | Тим Эндрю        | Марк Х. Крюгер и Антуанет Стелла   | 24 января 2017   | 0,49                |
| Шериф вспоминает своего сына и смерть жены. Лидия, Малия и Скотт хотят вернуть воспоминания о Стайлзе любой ценой; тем временем Лиам и Тео становятся приманками в опасном предприятии. |            |                                                 |                  |                                    |                  |                     |
| 90 | 10         | «Riders on the Storm» «Всадники бури»           | Рассел Малкэхи   | Линдсэй Стурман и Джозеф П. Женьер | 31 января 2017   | 0,45                |
| Происходит финальная битва между стаей Скотта и Дикой охотой; от исхода сражения зависят не только жизни героев, но и судьба всего города.Стайлз попадает в свой мир,где узнает,что пребывал на железнодорожной станции 3 месяца.Тем временем Скотт и Лиам узнают,что охоту можно сорвать,и предпринимают всё возможное,чтобы предотвратить несчастье.Героям удается остановить поезд и вернуть всех в реальный мир. |            |                                                 |                  |                                    |                  |                     |
| 91 | 11         | «Said the Spider to the Fly» «Сказал Паук Мухе» | Рассел Малкэхи   | Адам Карп                          | 30 июля 2017     | 0,52                |
| Главные герои, окончив школу, готовятся к отъезду, из-за чего Лиам чувствует себя весьма неуверенно. В это время из Дома Эха на свободу вырывается Цербер, заточённый там с самого его основания. Скот и Лиам находят мёртвых волков, но не придают этому особого значения, решив, что ничего сверхъестественного в этом нет. В школу заявляется сбежавший Цербер, заявляя, что он должен остановить то, что главные герои выпустили. Лиаму удается его остановить, и тот сбегает в лес. У Лидии случается видение, и она убеждает Скотта, а потом и Малию, остаться в городе. |            |                                                 |                  |                                    |                  |                     |
| 92 | 12         | «Raw Talent» «Талант»                           | Тим Эндрюс       | Брайан Милликин                    | 6 августа 2017   | 0,47                |
| Группа неизвестных охотников нападает на Тео. Скотт теряет над собой контроль и пытается напасть на шерифа Стилински. Полчище пауков нападает на студента по имени Аарон, а Лиам и Мэйсон находят труп без лица. Скотт и Малия спасают Арджента. Монро нападает на Бретта, а Джерард нанимает Монро в качестве охотника. Главный доктор Конрад Фэнрис почти убивает Пэрриша во время его визита в Дом Эйкона, куда юноша приходит вместе с Лидией. Друзья понимают, что кто-то пытается заставить местных жителей бояться сверхъестественных существ. |            |                                                 |                  |                                    |                  |                     |
| 93 | 13         | «After Images» «Исходный вид записи»            | Тайлер Пози      | Анджела Харви                      | 13 августа 2017  | 0,43                |
| Монро с Джерардом и Стая с Лори параллельно ищут Бретта. Мелисса и Крис испытывают страх от безликого тела. Стая попадает в ловушки Джерарда, в результате чего он сбивает на машине Бретта и Лори, и они погибают. При этом он подстроил всё так, чтобы люди увидели обратившегося Лиама рядом с их телами. |            |                                                 |                  |                                    |                  |                     |
| 94 | 14         | «Face-to-Faceless» «Лицом к безликому»          | Линден Эшби      | Уилл Уоллес                        | 20 августа 2017  | 0,44                |
| Люди боятся Лиама и распускают о нём слухи. Джерард отказывается от переговоров, советуя Скотту бежать. Тогда Лидия просит Монро уговорить его, и та соглашается на встречу. Школьники пытаются заставить Лиама обратиться у всех на глазах, избивая его, но Лиам не поддаётся и выдерживает нападение. Монро приходит на встречу не одна и рассказывает, почему она ненавидит сверхъестественных существ. Также на встречу является Безликий, усиливая страх охотников. Вовремя подоспевший Пэрриш убивает его. |            |                                                 |                  |                                    |                  |                     |
| 95 | 15         | «Pressure Test» «Тест на прочность»             | Тим Эндрю        | Тим Эндрю                          | 20 августа 2017  | 0,37                |
| Тео вместе с двумя оборотнями из стаи Сатоми вырываются из плена и сбегают от пытавшего их Шрадера (один из санитаров Дома Эха). Он узнаёт, что Сатоми мертва, и советует оборотням (Цзян и Тирни) обратиться к Скотту. Цзяня и Тирни задерживают за убийства, а Стая пытается убедить шериффа отпустить их, потому что один из заместителей охотник, и им угрожает опасность. Охотники во главе с Монро окружают полицейский участок и дают время до полуночи, чтобы им отдали Цзяня и Тирни, иначе они начнут убивать всех. Нолан обесточил станцию, но его задержали. Дитон находит в Доме Эха настенный рисунок, благодаря которому узнаёт, кого они выпустили – существо под названием Анук-ите или Двуликий. Отец Скотта предложил решение – отдать преступников ФБР и уехать из Бикон-Хиллс. Обе стороны сдержали обещание не в полной мере – Цзяня и Тирни убили, а Стая осталась в городе, лишь сделав вид, что отступила. |            |                                                 |                  |                                    |                  |                     |
| 96 | 16         | «Triggers» «Триггеры»                           | Эрик Уоллес      | Эрик Уоллес                        | 3 сентября 2017  | 0,44                |
| Монро препятствует расследованию агента МакКолла, который пытается помочь Стае с охотниками. Аарон убивает одного из школьников-оборотней с помощью пауков. Лиам и Тео отвлекают охотников, чтобы Стая с Арджентом пробрались в Арсенал, чтобы уничтожить оружие, но его там не оказалось. Охотники заранее знали, что Скотт придёт туда, и повелись на приманку только ради убийства его беты – Лиама. Скотт и Малия оказались заперты и лишены кислорода, но Лидия и Арджент вызволили их. Анук-ите вызывает у Лиама приступы гнева вместо страха. Стая узнаёт, что Джерард планирует истребить всё сверхъестественное в мире, поэтому он собирает армию. Малия целует Скотта. Охотники атакуют дом Скотта. |            |                                                 |                  |                                    |                  |                     |
| 97 | 17         | «Werewolves of London» «Оборотни Лондона»       | Рассел Малкэхи   | Кайл Стейнбах                      | 10 сентября 2017 | 0,42                |
| Пули охотников попали в Мелиссу, Рафаэля, Мэйсона и Лидию, но врачам удалось их спасти. В Лондоне на Итана и Джексона в их годовщину нападают охотники. От них они узнают, что за этим стоит Джерард, и отправляются в Бикон-Хиллс. Скотт собирает собственную армию из неожиданных союзников: Девкалиона и Питера. Он также хочет позвать жестокую стаю оборотней, но обнаруживает их мёртвыми. Лиам и Тео узнают, что Аарон – это Анук-ите. |            |                                                 |                  |                                    |                  |                     |
| 98 | 18         | «Genotype» «Генотип»                            | Джозеф П. Геньер | Джозеф П. Геньер                   | 17 сентября 2017 | 0,43                |
| Мэйсон с Тео отправляются на поиски Аарона. Лиам и Скотт пытаются выяснить, кто является второй частью Анук-ите, подозревая учительницу биологии, так как она записала сообщение на телефон, найденный на безликом трупе. Лидия пытается вновь связаться с Хэлвином (Цербером) и узнаёт, что он не окончательно мёртв. Они с Малией принимают решение вытащить пулю из его головы с помощью МРТ-аппарата. Учительница узнаёт, что её стая убита, в том числе её дочь Куинн, которая теперь является второй частью Анук-ите. Аарон и Куинн ищут друг друга, а Хэлвин успевает сказать лишь то, что нельзя допустить их соединения, и умирает. Анук-ите воссоединяется и теперь может убивать одним взглядом. Джерард предлагает Анук-ите сделку: он ослабит Скотта, а Анук-ите убьёт его стаю и позволит Джерарду истребить всё сверхъестественное в Бикон-Хиллс.                                                                    |            |                                                 |                  |                                    |                  |                     |
| 99 | 19         | «Broken Glass» «Разбитое стекло»                | Тим Эндрю        | Линдсэй Стурман                    | 17 сентября 2017 | 0,39                |
| Арджент находит Дерека, чтобы попросить его вернуться в Бикон-Хиллс. Итана и Джексона пытает Монро, обучающая новобранцев. Скотт и Малия просят Девкалиона помочь им научиться драться вслепую. Дерек нашёл особый волчий аконит, который является антидотом, который нужен Джерарду. Приезжают агенты ФБР, но их подстреливает вместе с Дереком и Крисом вернувшаяся Кейт и забирает аконит. Нолан показывает Лиаму несколько оборотней, накачанных волчьим аконитом в больнице. Гейб избивает Нолана. Лиам, Мэйсон и Кори оказываются заперты в больнице. Монро нападает на Стаю. |            |                                                 |                  |                                    |                  |                     |
| 100 | 20         | «The Wolves of War» «Волки войны»               | Рассел Малкэхи   | Джефф Дэвис                        | 24 сентября 2017 | 0,80                |
| Стайлз и Дерек приходят на помощь в стычке с охотниками. Девкалион умирает от ран. Джерард пленяет Джексона Уиттмора, Джордана, отца Скотта и Лима с друзьями, заманивая стаю в ловушку. Однако, каждый по своему, пленники освобождаются. Анук-ите обманом заставляет друзей Скотта взглянуть на себя, превращая их в статуи. Для борьбы с ним, Скотт выдирает себе глаза. Анук-ите, унаследовав при превращениях свойства оборотней, от пепла рябины развеянного Стайлзом, сам превращается в статую. Чары с друзей спадают, и они побеждают охотников. Монро сбегает. Джерард стреляет отравленной пулей в Кейт. Разъяренная Кейт нападает на отца. Стая готова к новым сражениям. |            |                                                 |                  |                                    |                  |                     |

## Волчонок: В поисках лекарства
| № | Сюжет |
| - | --- |
| 1 | Вечером Стайлз и Скотт встречаются на автомобильной стоянке, где Стайлз показывает другу запись выступления некоего профессора Конрада Фенраса, который досконально изучил явление ликантропии. Стайлз уверен, что Фенрас может излечить Скотта. |
| 2 | Стайлз подробнее рассказывает Скотту о докторе Фенрасе, который сменил своё имя после того, как его высмеяла аудитория. Стайлз рассказывает Скотту о том, что доктор в курсе всего, что происходит с оборотнями, более того — мальчик уверен, что его знания распространяются гораздо шире того, через что проходит Скотт. Стайлз нашёл доктора, и место встречи со Скоттом — стоянка того места, где сейчас работает Фенрас, только что появившийся из дверей здания. |
| 3 | Ребята следуют за Фенрасом по стоянке, и тот переходит на бег, решив, что мальчики хотят ограбить его. Скотт и Стайлз догоняют его, и доктор падает на асфальт, получив несколько царапин. Узнав, о чём хотят поговорить ребята, доктор отвечает отказом и уезжает. Стайлз предлагает план «Б». |
| 4 | Стайлз и Скотт следят за Фенрасом до его дома и пробираются внутрь через задний дворик. Стайлз пытается разбить окно в двери, чтобы открыть её изнутри, но у него ничего не выходит. Скотт находит под ковриком ключ. Попав внутрь, ребята оказываются под прицелом пистолета доктора Фенраса. |
| 5 | Фенрас собирается прогнать ребят, но Скотт уговаривает мужчину выслушать их. Тогда врач рассказывает историю о женщине, которую привезли в его отделение после того, как в неё случайно выстрелили во время охоты. Но в течение получаса рана исчезла, как будто её никогда и не было. Также он узнал об охотниках и их методах: они используют стрелы, так как оборотень не может исцелиться, пока та находится в ране. Также охотники разрубают тела оборотней пополам. В конце доктор Фенрас показывает фотографию той самой женщины, на которой изображён и её сын — юный Дерек.                                    |
| 6 | Продолжая свой рассказ, доктор отмечает, что есть различия между рождёнными и укушенными. Скотт спрашивает, можно ли излечиться от проклятия оборотня? Фенрас отвечает, что лекарства не существует. Фенрас с сожалением говорит, что сам разрушил свою жизнь, следуя слепой одержимости мифами — всё это время он никак не может найти сигареты, которые спрятала домработница. Уходя, Скотт говорит доктору, где та спрятала сигареты и мельком смотрит на мужчину взглядом оборотня — доктор находит их и понимает, что Скотт мог только почуять запах табака. Фенрас возвращается на крыльцо, но ребята уже уехали. |

## Специальные выпуски
| № | Название                                       | Дата показа в США |
| --- | ---------------------------------------------- | ----------------- |
| 1 | «Origins» «Истоки»                             | 21 мая 2012       |
| Одночасовое специальное резюме полного первого сезона «Волчонка».                                     |                                                |                   |
| 2 | «Revelations 205» «Откровения 205»             | 25 июня 2012      |
| Звезды «Волчонка» обсуждают своих персонажей и второй сезон на съемочной площадке.                    |                                                |                   |
| 3 | «Revelations 212» «Откровения 212»             | 13 августа 2012   |
| Интервью с актерами и создателями о финале второго сезона и о том, что будет в третьем сезоне.        |                                                |                   |
| 4 | «Back to the Pack» «Возвращаясь к пройденному» | 27 мая 2013       |
| Актеры и создатели обсуждают первые два сезона и говорят о том, что можно ожидать от третьего сезона. |                                                |                   |
| 5 | «Revelations 307» «Откровения 307»             | 15 июля 2013      |
| Актеры обсуждают своих персонажей и третий сезон в студии MTV.                                        |                                                |                   |
| 6 | «Revelations 312» «Откровения 312»             | 19 августа 2013   |
| Актеры обсуждают третий сезон: летний финал и зимнюю премьеру.                                        |                                                |                   |